# Nyírderzs
Nyírderzs je vas na Madžarskem, ki upravno spada pod podregijo Nyírbátori Županije Szabolcs-Szatmár-Bereg.